# Стотзас Млади
Стотзас Млади (на латински: Stutias Iunior), всъщност Йоан (Johannes), e мавърски военачалник. През 545 г. той води бунт в Африка против господството на византийския император Юстиниан I.
Една година след разгромяването на бунта на Стотзас (545 г.) бунтовниците избират Йоан за свой вожд и му дават името Стотзас Млади. Той подкрепя вандалския бунтовник Гунтарит, дука на Нумидия, който започва чистка в Картаген. След пет седмици Гунтарит е убит в сблъсък по нареждане на стратега Артабан. Йоан бяга в една църква, заловен е от Артабан и във вериги е изпратен в Константинопол, където е разпънат на кръст.